# Église mixte Saint-Jacques-le-Majeur de Hunawihr
L'église Saint-Jacques-le-Majeur est un monument historique situé à Hunawihr, dans le département français du Haut-Rhin. Il s'agit d'une église mixte.

## Localisation
Ce bâtiment est situé à Hunawihr.

## Historique
L'église est au milieu d'un cimetière fortifié. La partie la plus ancienne du clocher de l'église date de la seconde moitié du XVe siècle. L'enceinte est flanquée de six tours permettant le tir avec une couleuvrine. Un fossé est mentionné en 1472.
L'édifice fait l'objet d'un classement au titre des monuments historiques depuis 1972.

## Architecture

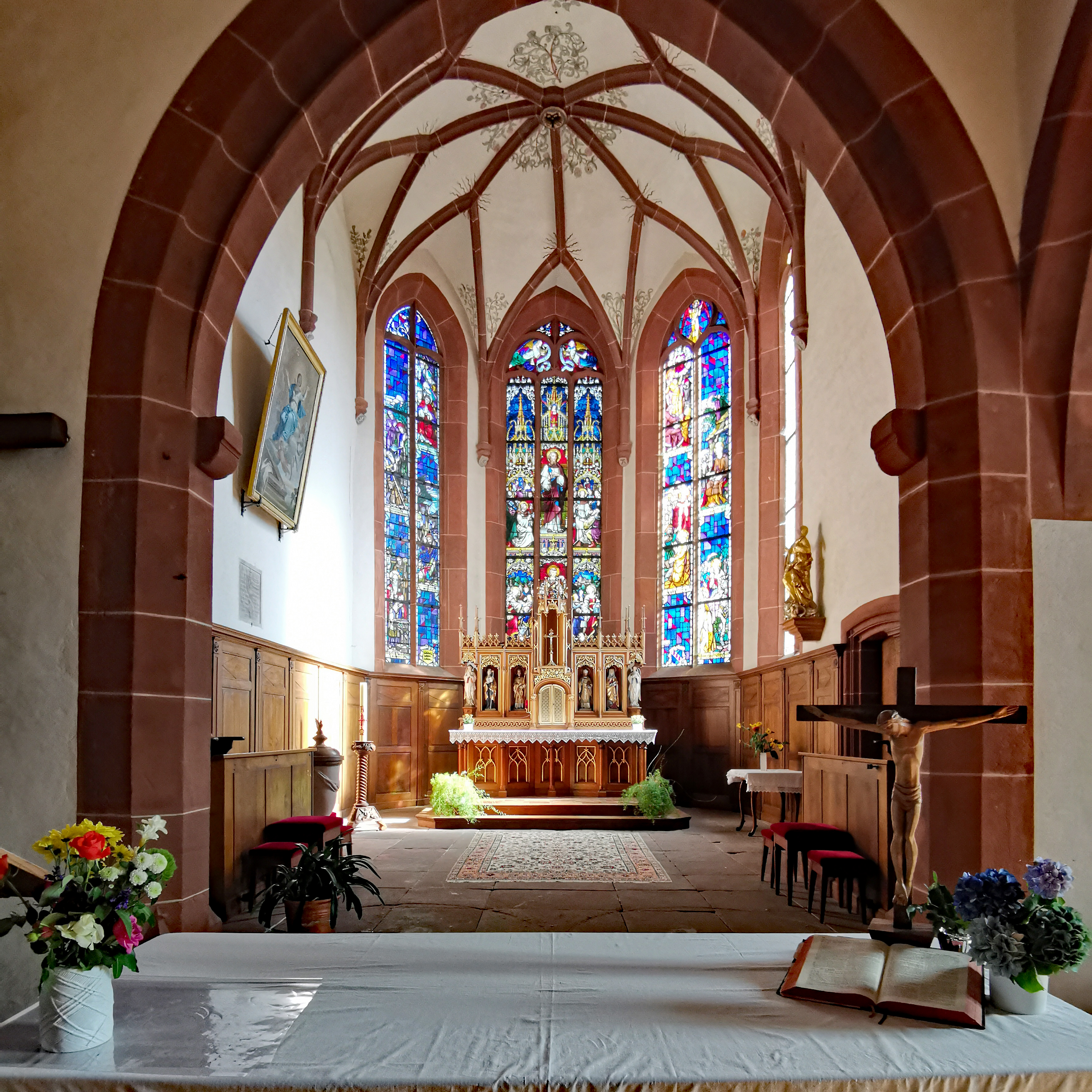
L'autel et l'abside.
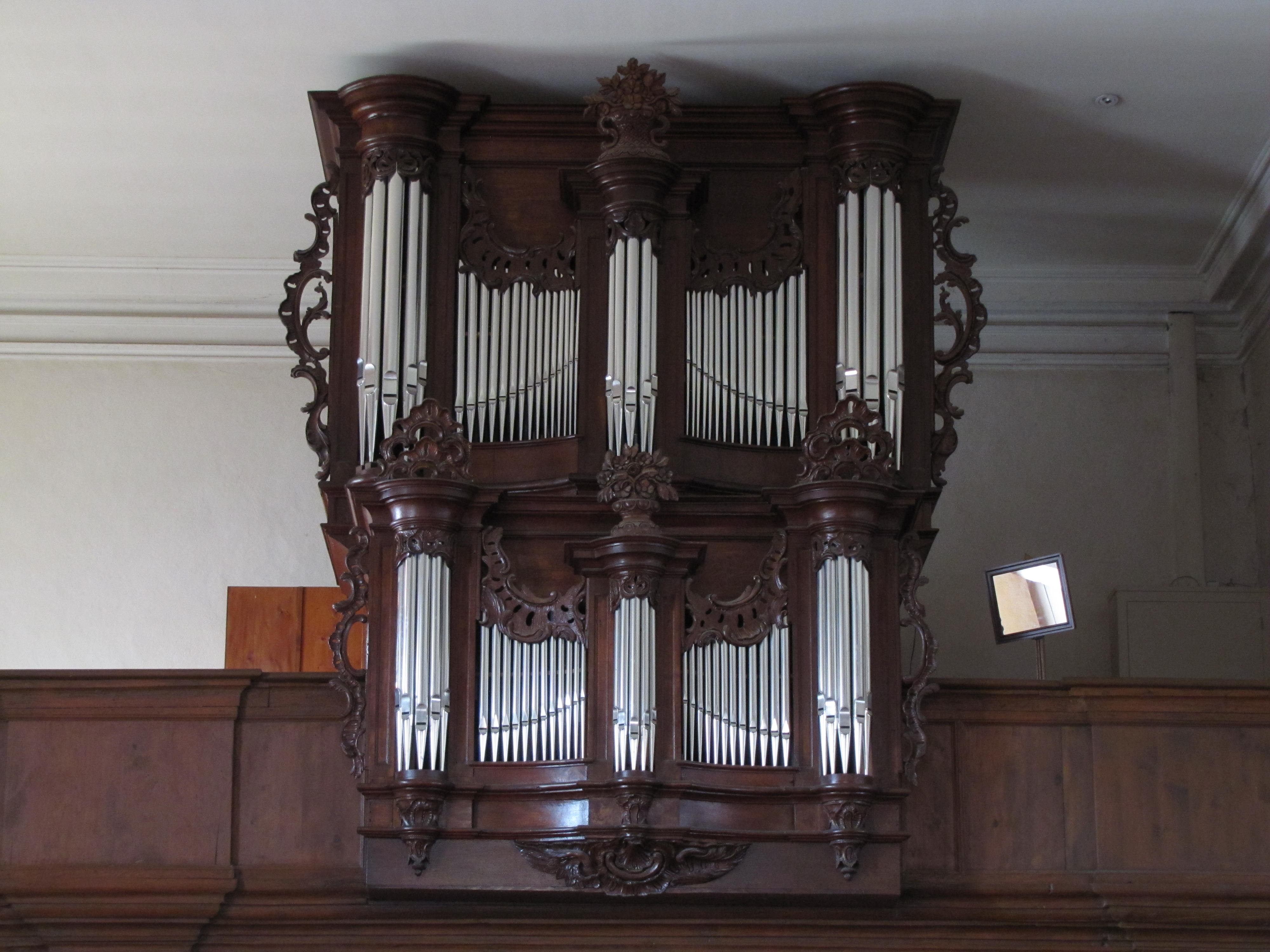
L'orgue de tribune.
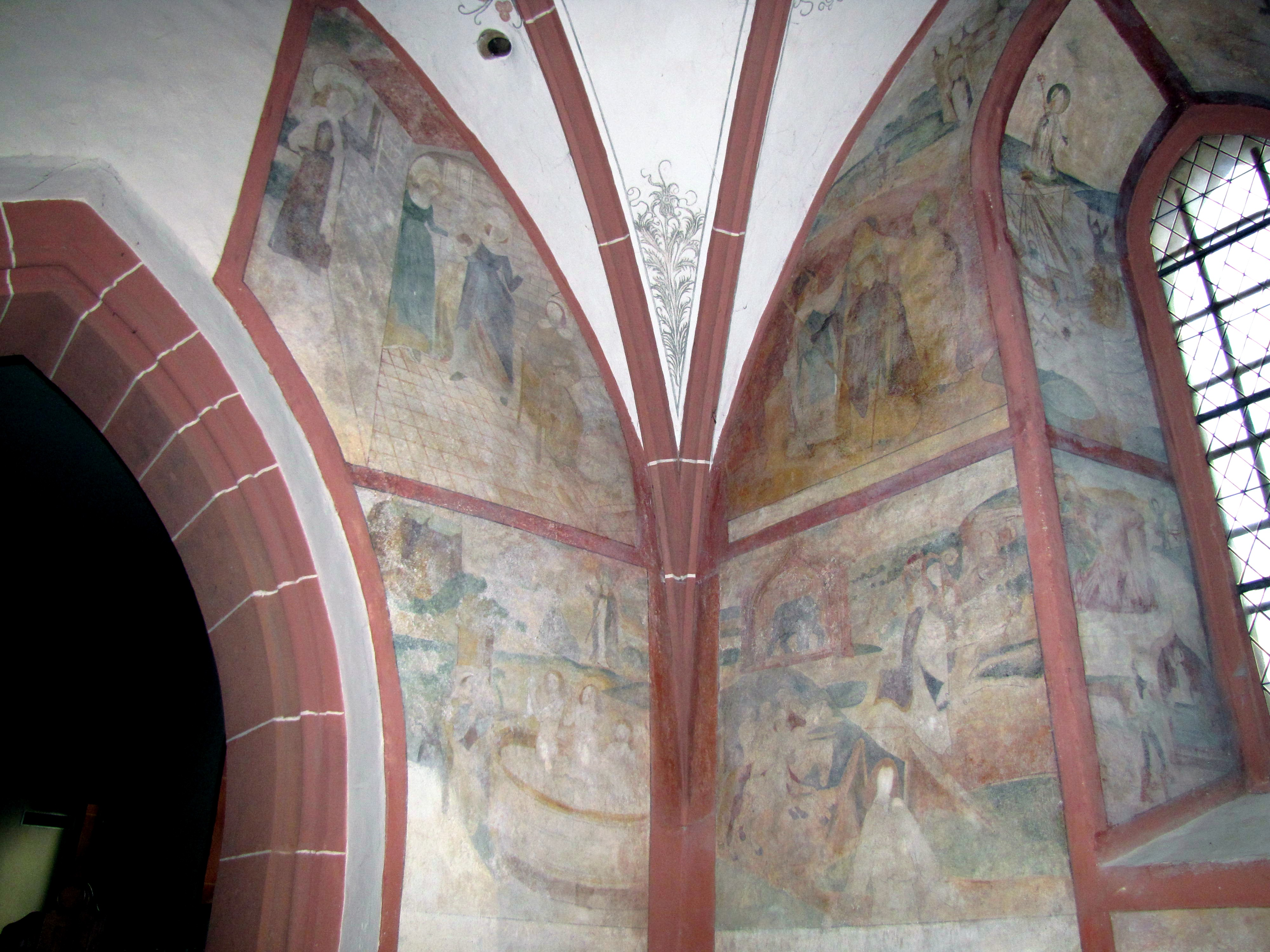
Fresques du XVe siècle relatant la légende de saint Nicolas.